# Distretto di Pokrovs'ke
Il distretto di Pokrovs'ke (in ucraino Покровський район?) era un distretto dell'Ucraina, situato nell'oblast' di Dnipropetrovs'k. Il suo capoluogo era Pokrovs'ke. È stato soppresso con la riforma amministrativa del 2020.